# Колеџ Емануел
Емануел колеџ (енгл. Emmanuel College, EC) је четворогодишња образовна установа са седиштем у Бостону, у дистрикту Фенвеј. Припада групи Колеџи дистрикта Фенвеј, и назали се у близини медицинског круга Лонгвуд.

## Историја
Колеџ је основало католичко сестринство Сестре Нотр Дам де Намир 1919. године. Од свог оснивања све до 2001. године, колеџ је примао искључиво жене, да би данас колеџ могли да похађају и жене и мушкарци. Током последње деценије 20. века, Емануел је имао око 100 новим студената сваког јесењег семестра. Након отварања врата мушкарцима 2001. године, сваке године Емануел прими око 300 нових студената. У односу на оближње приватне колеџе, Емануел нема велики број студената (2006. године Емануел је бројао око 1.600 студената), па самим тим ни пуно зграда у свом поседу. Али како се из године у годину број студената повећава, управа колеџа је била приморана да откупи зграду, коју је 90-их година продала болници Медицински центар Бет Исраел Диконес, са циљем да претвори зграду у студентски дом. Након наглог пораста студената, управа колеџа је реновирала већи број зграда како би били на истом нивоу у пружању квалитетне наставе са осталим оближњим колеџима .

## Наставни програм
Како је Емануел либерал арт колеџ, наставни програм је у пољима образовања, примењене уметности и новинарства. Колеџ има мали број студената на једног професора, и тиме нуди валилетну наставу, при којој сва пажња професора је посвећена малом броју студената у датој групи.
Како је похађање овог колеџа веома скупо, управа колеџа нуди велики број стипендија студентима из породица које немају велика финансијска средства. Емануел такође има број стипендија намењене студентима који имају више од 1350 поена на пријемним испитима и висок просек из средње школе. Ове стипендије су потпуне, тј. покривају не само школарину већ и смештај и књиге. Датум за слање апликација за пријем у колеџ је 1. мартаа сваке године.

## Студентски живот
Студентски живот у Емануел колеџу је веома разнолик. Студенти имају позоришну групу, основану 1997. године, која је последњих година добила неколико регионалних награда, неколико литералних магазина, политички клуб Мир и Правда, ликовну галерију на кампусу, итд. Емануел такође има велики број спортских клубова који учествују на националним такмичењима. Крајем 2004. године, основани си први политички клубови - Демократски и Републикански клуб. У последње време студентни ових клубова су имали велку улогу у регионалним кампањама, и врло често познате политичке личности долазе на одржавају регуларне говоре и дебате на кампусу колеџа. 2004. године Мери Бет Кахил је одржала говор у студентском Демократском клубу, током председничке кампање Џон Керија 2004. године чији је била менаџер.

## Познати бивши студенти
- Мери Бет Кахил, политичар, бивши менаџер Џон Керијеве председничке кампање 2004. године
- Ненси Кериген, олимпијска клизачица
- Џералдин Кридон, политичар из Масачусетса

## Галерија
- Библиотека Емануел колеџа
- Јужна страна Емануел колеџа